# Philodendron longistilum
Philodendron longistilum är en kallaväxtart som beskrevs av Kurt Krause. Philodendron longistilum ingår i släktet Philodendron och familjen kallaväxter. Inga underarter finns listade.